# Пинаджян, Артур
Артур Пинаджян (англ. Arthur Pinajian; 1914—1999) — американский художник армянского происхождения, иллюстратор и автор комиксов.
Через 8 лет после смерти, когда на чердаке его дома было обнаружено около 3000 картин, Пинаджян был записан в представители абстрактного экспрессионизма.

## Биография
Родился 28 марта 1914 года в одной из общин Нью-Джерси, население которой составляли преимущественно этнические армяне. Его родители бежали из Диарбекира в Османской империи во время I мировой войны, незадолго до резни армянского населения 1915 года. Армянское имя Пинаджяна — Ашот.
В 1930-е годы Пинаджян дебютировал в качестве иллюстратора комиксов и получил известность как создатель «первого супергероя-кроссдрессера» в серии комиксов «Мадам Фаталь».
Участвовал во Второй мировой войне, получив Бронзовую звезду за доблесть. Затем Позже в Лиге студентов-художников (Art Students League) в Нью-Йорке. С 1948 года Пинаджян находился в творческом поиске, проживая с сестрой Армин (умерла в 2006 году) сначала в Вудстоке, а затем в Беллпорте (штат Нью-Йорк). Пробовал себя во всех жанрах, но, по словам историка искусства Питера Фалька, его лучшие произведения написаны в жанре абстрактного лирического пейзажа. В его картинах часто повторяется образ двуглавой горы Оверлук неподалёку от Вудстока, по мнению Фалька, напоминавшей художнику Арарат. Сестра, работавшая клерком в компании по производству труб, поддерживала Артура материально, а после его смерти не решилась выполнить его последнюю волю и уничтожить его картины.
Умер художник 18 августа 1999 года в Беллпорте (близ Нью-Йорка). Работы Пинаджяна были обнаружены случайно, когда коттедж Армин пошёл с молотка после её смерти.